# Châtel-Saint-Germain

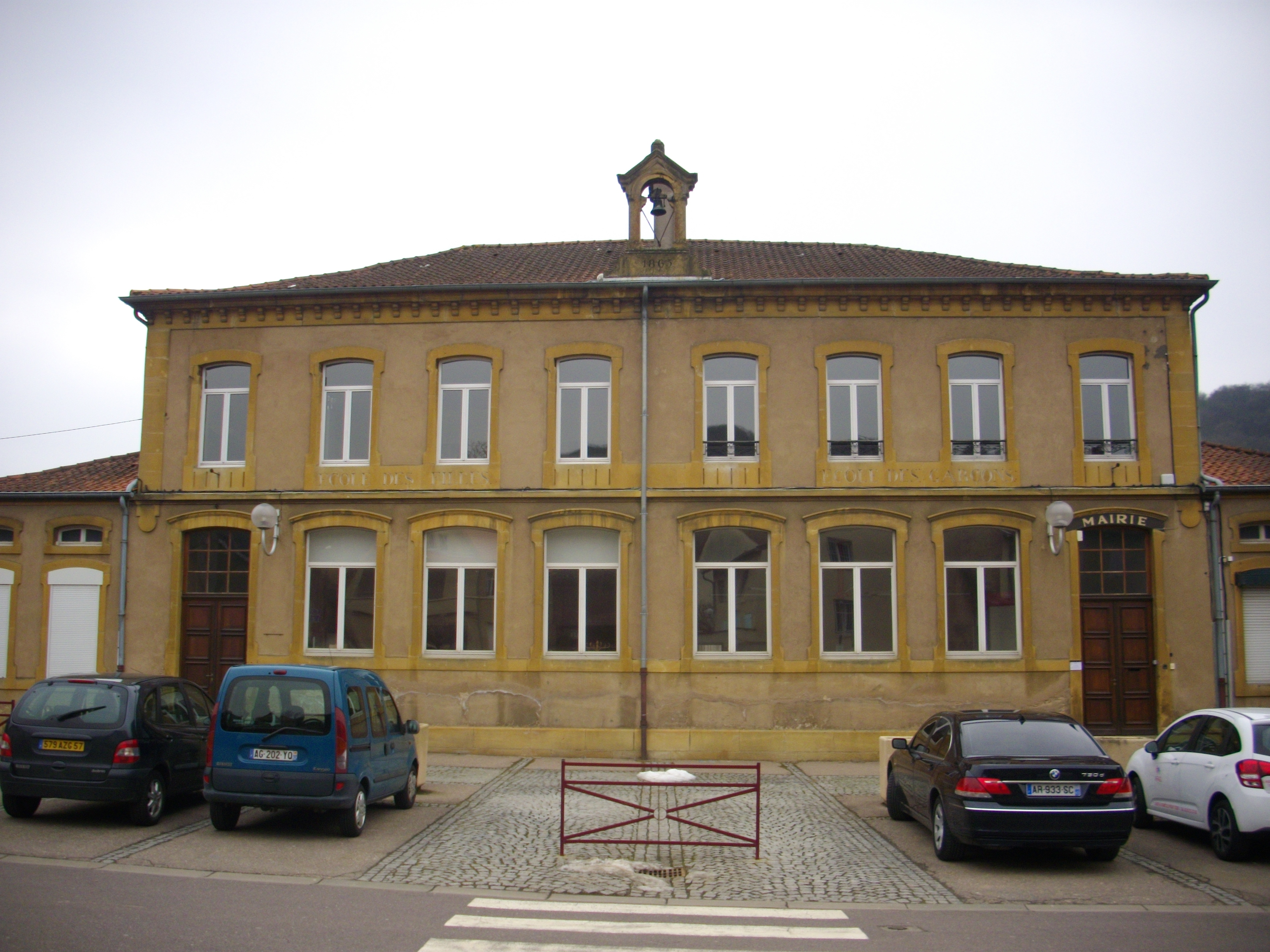
Rathaus (Mairie)

Chatel St. Germain, westlich der Stadt Metz auf der linken Seite der Mosel, auf einem Plan der Umgebung von Metz um 1900 (am linken Bildrand)

Châtel-Saint-Germain ist eine französische Gemeinde mit 1869 Einwohnern (Stand 1. Januar 2022) im Département Moselle in der Region Grand Est (bis 2015 Lothringen).

## Geographie
Die Gemeinde Châtel-Saint-Germain liegt in Lothringen, im Tal des Ruisseau de Montvaux, eines kleinen Nebenflusses der Mosel, etwa acht Kilometer westlich des Stadtzentrums von Metz und zehn Kilometer nordöstlich von Gorze.  
Zu Châtel-Saint-Germain gehören die Einzelhöfe La Folie und Leipzig im Nordwesten sowie das Gehöft Moscou (Moskau) westlich des Dorfes. 
Der Eisenbahn-Haltepunkt Châtel-Saint-Germain lag an der Bahnstrecke Conflans-Jarny–Metz.

## Geschichte
Der Ort existierte schon in vorrömischer Zeit, erwähnt wurde er 930 als Castellum in II° milliario ab urbe Metensi, 1128 als Castel und 1181 als Castillum, was sich auf eine Befestigung auf dem Mont Saint Germain bezog. Die Burg gehörte früher dem Bischof von Metz. Für 1140 sind eine Kirche St. Germain und ein dazugehörendes Benediktinerkloster bezeugt, dieses wurde 1760 aufgehoben. 1661 wurde der Ort Frankreich einverleibt.
Im Zuge des Russlandfeldzugs von 1812 und des Herbstfeldzugs Napoleons in Deutschland 1813 war die Gemeinde Châtel-Saint-Germain gezwungen, ihre kommunalen Liegenschaften zugunsten des Staats zu veräußern. Die Namen der beiden Gehöfte Moscou und Leipzig erinnern an diese Begebenheit.
Während des Deutsch-Französischen Krieges fanden im Verlauf der Schlacht vom Gravelotte auch auf dem Gemeindegebiet von Châtel-Saint-Germain schwere Kämpfe statt. Dabei war die Anhöhe von La Folie von Marschall Bazaine in die französischen Stellungen um Metz eingebunden worden.
Durch den Frankfurter Frieden vom 10. Mai 1871 kam die Region an das deutsche Reichsland Elsaß-Lothringen und das Dorf wurde dem Landkreis Metz im Bezirk Lothringen zugeordnet. Die Dorfbewohner betrieben Getreide- und Obstbau sowie Viehzucht und produzierten Nägel und andere kleine Eisenwaren. Französisch blieb die Amts- und Umgangssprache.
Am 2. September 1915 erhielt der Ort durch kaiserlichen Erlass den eingedeutschten Namen Sankt German.
Nach dem Ersten Weltkrieg musste die Region aufgrund der Bestimmungen des Versailler Vertrags 1919 an Frankreich abgetreten werden. Im Zweiten Weltkrieg wurde die Region im Zuge des Westfeldzugs von der deutschen Wehrmacht besetzt. Anschließend gehörte der Ort zum CdZ-Gebiet Lothringen.
Von 1940 bis 1943 trug der Ort den Namen Germannsburg. 1943 wurde der Ortsname von den deutschen Behörden erneut geändert. Bis zur Rückeroberung des Orts durch die westalliierten Streitkräfte 1944 hieß das Dorf Germansburg.

## Siehe auch

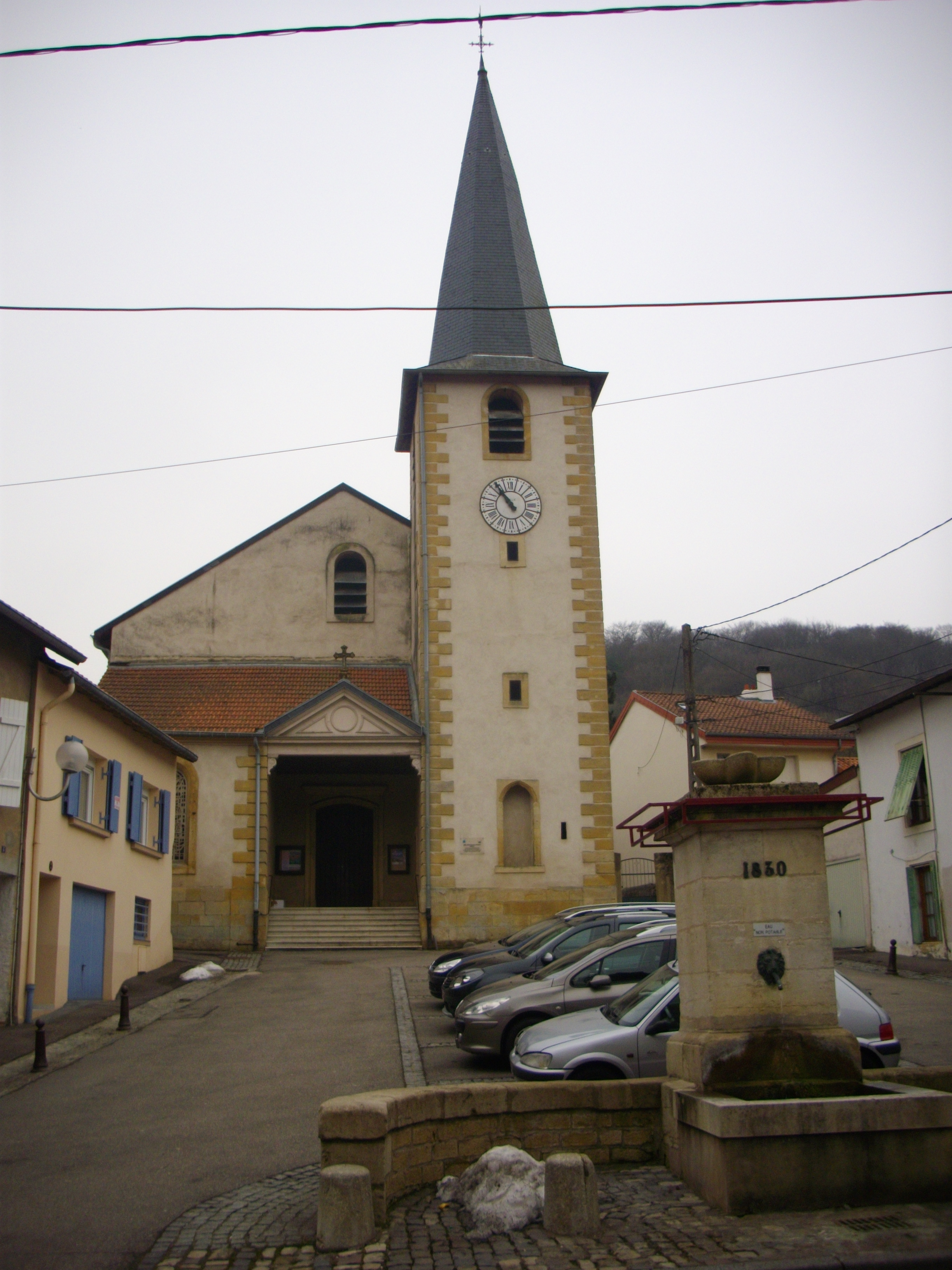
Kirche St. Germain
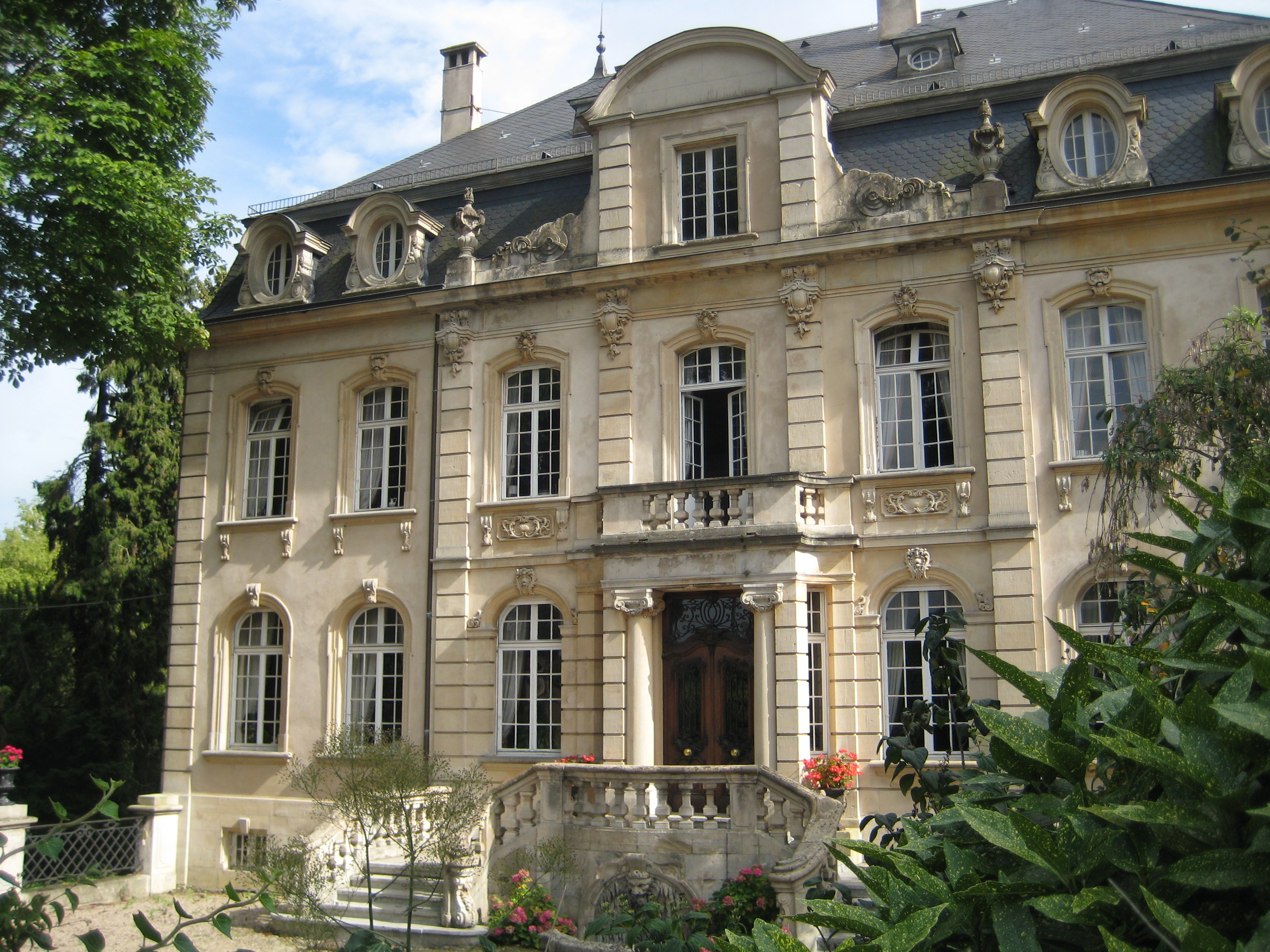
Schloss

### Demographie
| Jahr                       | 1962 | 1968 | 1975 | 1982 | 1990 | 1999 | 2009 | 2020 |
| Einwohner                  | 1191 | 1443 | 1616 | 1854 | 1799 | 1983 | 2297 | 1913 |
| Quellen: Cassini und INSEE |      |      |      |      |      |      |      |      |